# Au Paon
Pour plus de détails, voir Fiche technique et Distribution.
Au Paon (Peacock Alley) est un film américain réalisé par Robert Z. Leonard et sorti en 1922.
Le film a été un des plus gros succès de Mae Murray, et a fait l'objet d'un remake parlant en 1930.
Le film suit l'américain Elmer Harmon qui fait la rencontre de Cleo, avec qui il se marie. A leur retour en Amérique, les amis d'Elmer désapprouvent ce mariage.

## Synopsis
Le conseil d'administration de la principale entreprise manufacturière du village américain d'Harmonville envoie le jeune Elmer Harmon à Paris pour obtenir un contrat avec le gouvernement français. Là-bas, Elmer rencontre la danseuse Cléo, qui rejette ses riches amants potentiels et tombe amoureuse de lui. Lorsque ses affaires semblent sans espoir, elle l'aide à obtenir son contrat, et le couple se marie avant de retourner à Harmonville. Un gala est donné en l'honneur d'Elmer pour avoir sauvé la prospérité du village, et les citoyens sont choqués par la mode de vie parisienne de Cleo. Plus tard, Elmer vend ses intérêts dans l'entreprise et le couple déménage à New York. Pour donner à Cleo le luxe auquel elle est habituée, Elmer dans un moment de faiblesse utilise le nom de son oncle dans une arnaque et est arrêté. S'efforçant de sortir Elmer des ennuis, Cleo revient sur scène mais ce faisant, elle rompt une promesse faite à son mari. Elmer est libéré de prison après avoir promis à son oncle de ne plus rien avoir à faire avec Cleo mais essaie immédiatement de la rechercher. 
Il la trouve dans ce qui semble être une situation compromettante mais innocente et décide que les mauvaises choses qui ont été dites à propos de Cleo sont vraies. Il retourne à Harmonville et le cœur brisé Cleo revient en France et cherche l'isolement en Normandie. Trois ans plus tard, Elmer y retrouve Cleo avec son petit fils qui porte son nom. Ils ont une réconciliation. Il la trouve dans ce qui semble être une situation compromettante mais innocente et décide que les mauvaises choses qui ont été dites à propos de Cleo sont vraies. Il retourne à Harmonville et le cœur brisé Cleo revient en France et cherche l'isolement en Normandie. Trois ans plus tard, Elmer y retrouve Cleo avec son petit fils qui porte son nom. Ils ont une réconciliation.

## Fiche technique
- Titre original : Peacock Alley
- Titre français : Au Paon ; Le Paon ; Le Ballet du Paon[1]
- Réalisation : Robert Z. Leonard
- Scénario : Edmund Goulding d'après Ouida Bergère
- Production : Tiffany Productions
- Photographie : Oliver T. Marsh
- Durée : 8 bobines[2]
- Dates de sortie :  
  - États-Unis : 23 janvier 1922
  - France : 15 septembre 1922

## Distribution

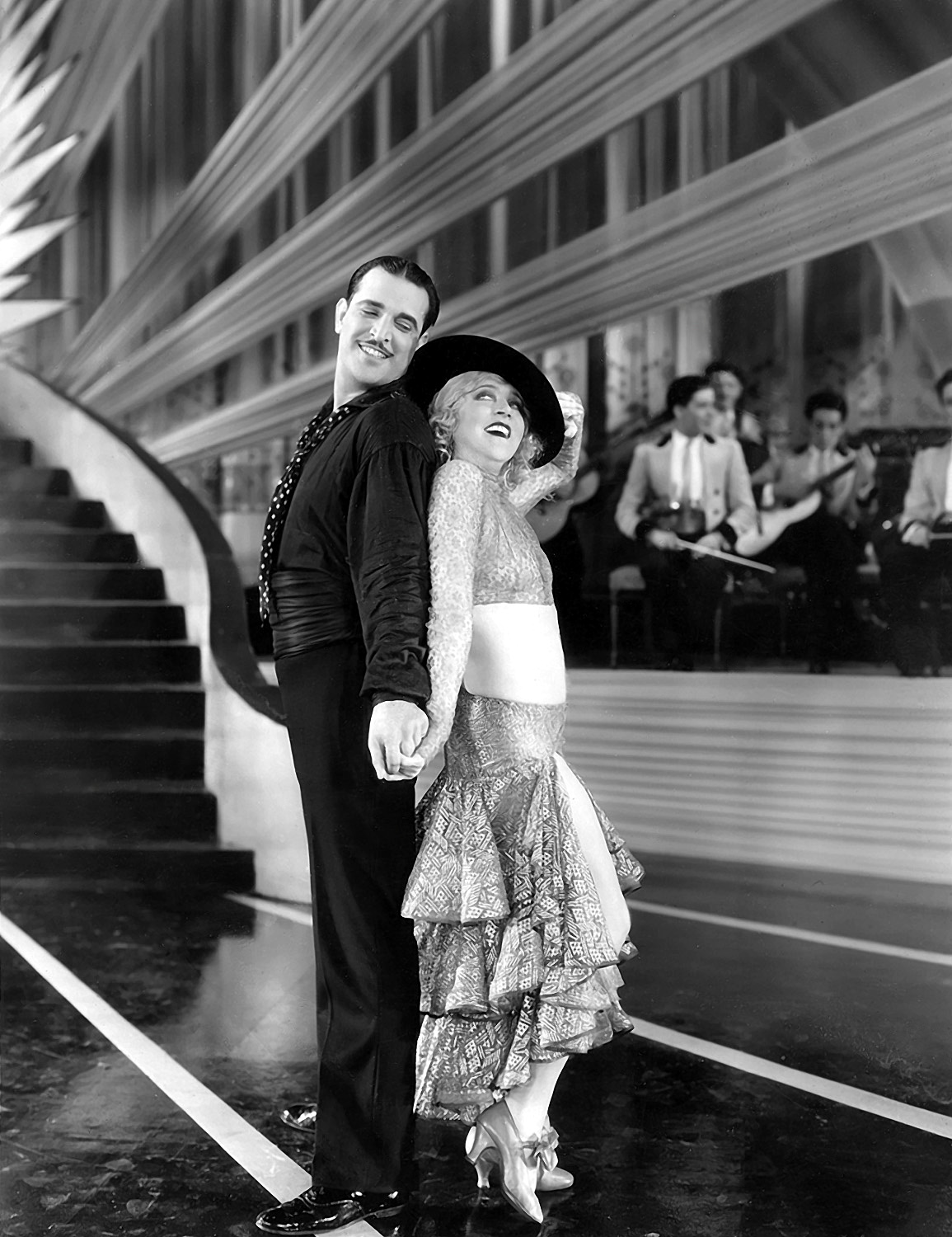
Edmund Lowe et Mae Murray dans une scène du film

- Mae Murray : Cleo of Paris
- Monte Blue : Elmer Harmon
- Edmund Lowe : Phil Garrison
- William J. Ferguson : Alex Smith